# Вау-и-Дейес
Вау-и-Дейес (алб. Vau i Dejës) — город и муниципалитет в области Шкодер в северной Албании.
Находится примерно в десяти километрах к югу от областного центра г. Шкодера, на реке Дрин, откуда и произошло название города.
Население города по переписи 2011 года составляло 8117 человек. В 2015 году в него были включены ранее отдельные муниципалитеты Бушат (14149 жителей), Хаймель (4430 жителей), Шллак (671 человек), Темал (1562 человека) и Виг-Мнела (1509 жителей).

## История
Город был построен в XI—XII веках на месте выхода реки Дрин из гор. Находился на караванных путях и собирал большие доходы от таможенных пошлин, уплаченных за проход через Вау-и-Дейес. Первые письменные упоминания относятся к 1127 году. Ресурсы и плодородие окрестных земли были замечены и иностранными захватчиками. Как важная провинция северной Албании, упоминается во многих ранних отчетах и документах.
С начала XIII века находился под властью сербских феодалов. В 1423—1443 годах Дежа дважды переходил в руки османов, после всеобщего восстания против османов был освобождён в 1443 году. Позже — под властью Венеции до 1479 года, когда он был вновь отвоёван турками.
В 1447 году своём замке Даньо был убит Лека Захария и похоронен в церкви Богородицы в Вау-и-Дейес, разрушенной перед строительством ГЭС на реке Дрин в 1967 году.

## Экономика
Около трети муниципальной территории используется под сельское хозяйство. Треть работающего населения в 2008 году была безработной.
В 1960-х годах началось строительство плотины ГЭС Вау-и-Дейес, а в 1975 году была введена в эксплуатацию гидроэлектростанция — один из крупнейших поставщиков электроэнергии в Албании.

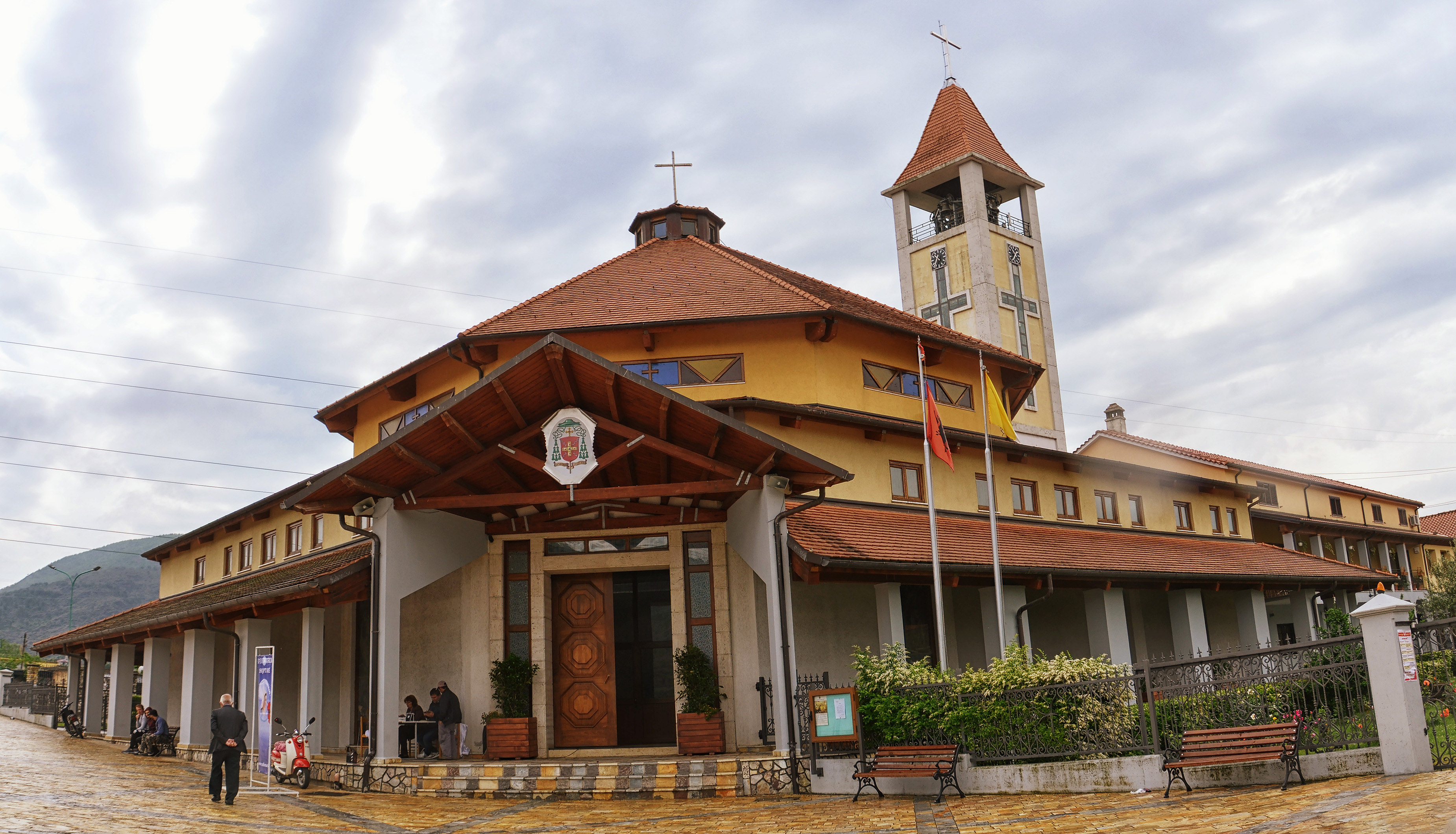
Церковь матери Терезы
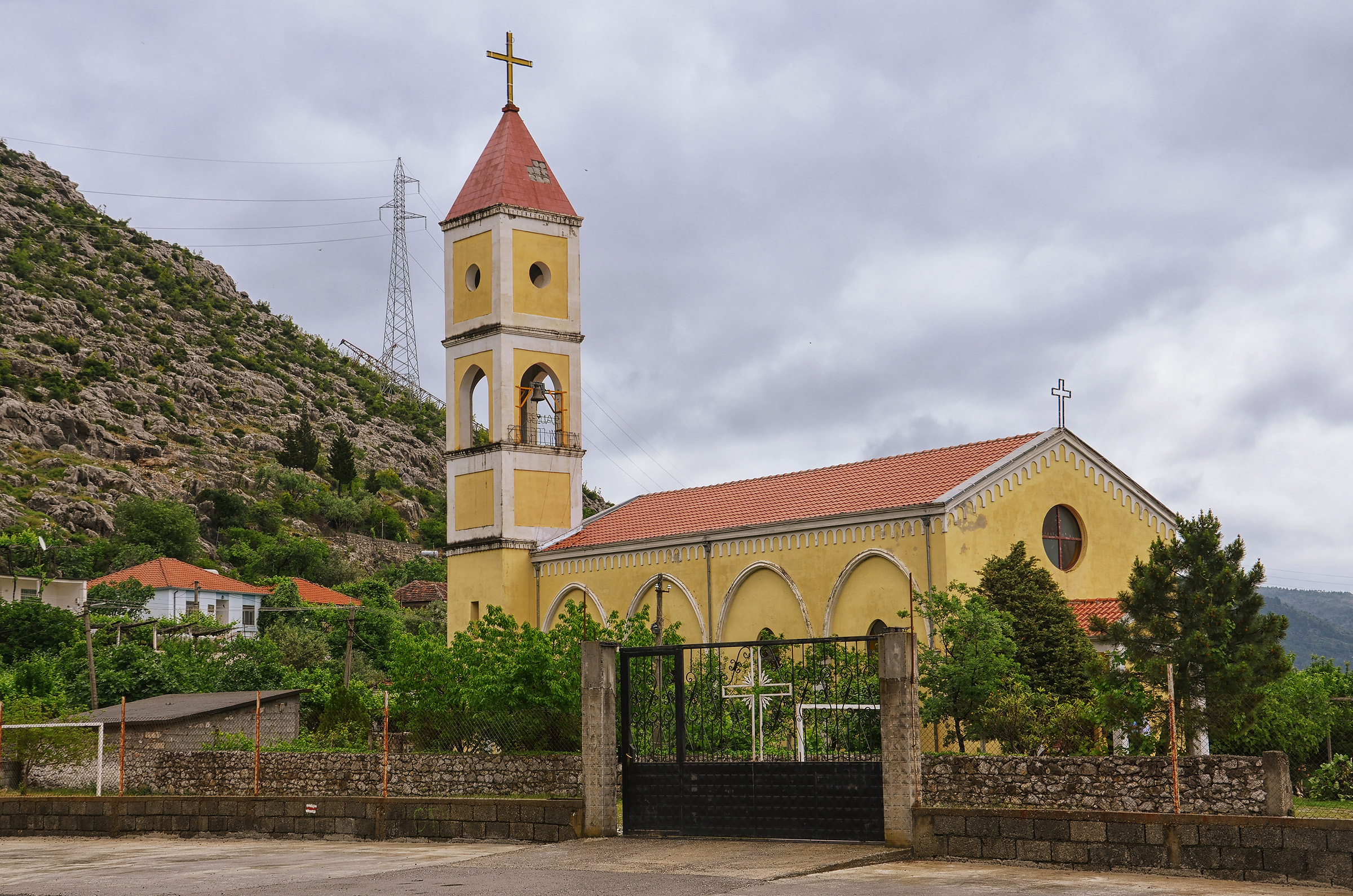
Церковь Богородицы[англ.]
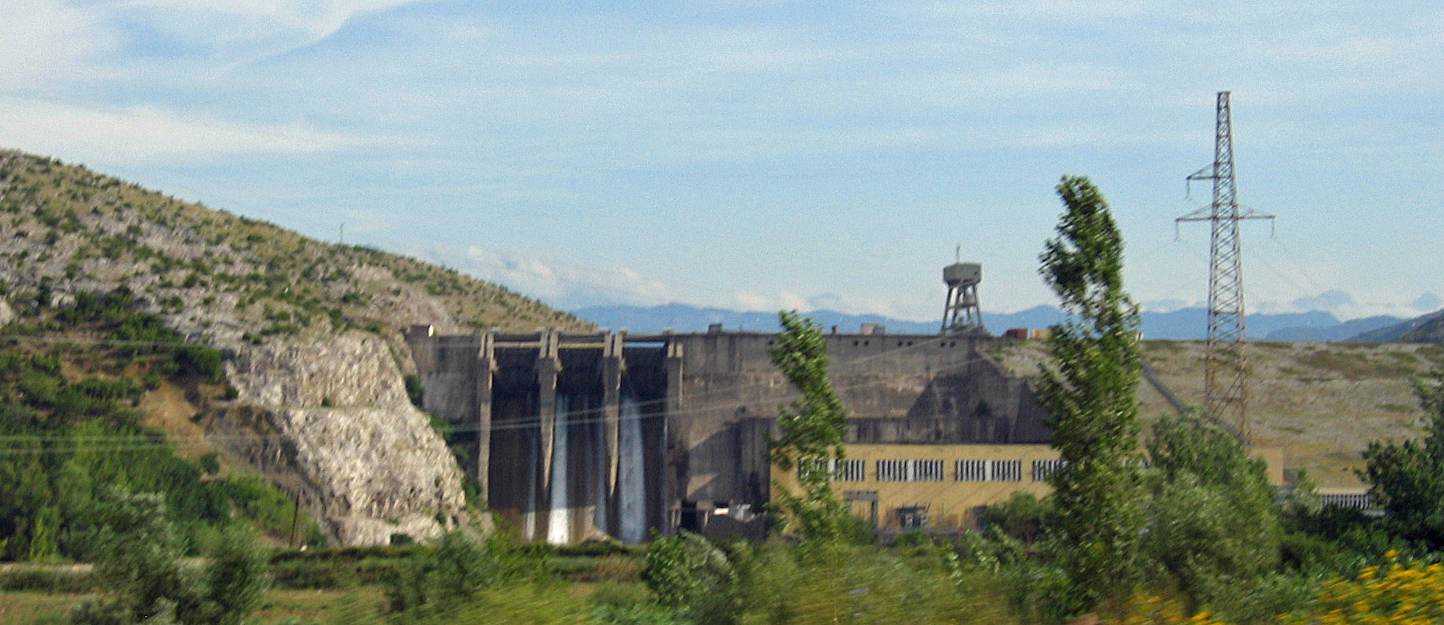
ГЭС Вау-и-Дейес
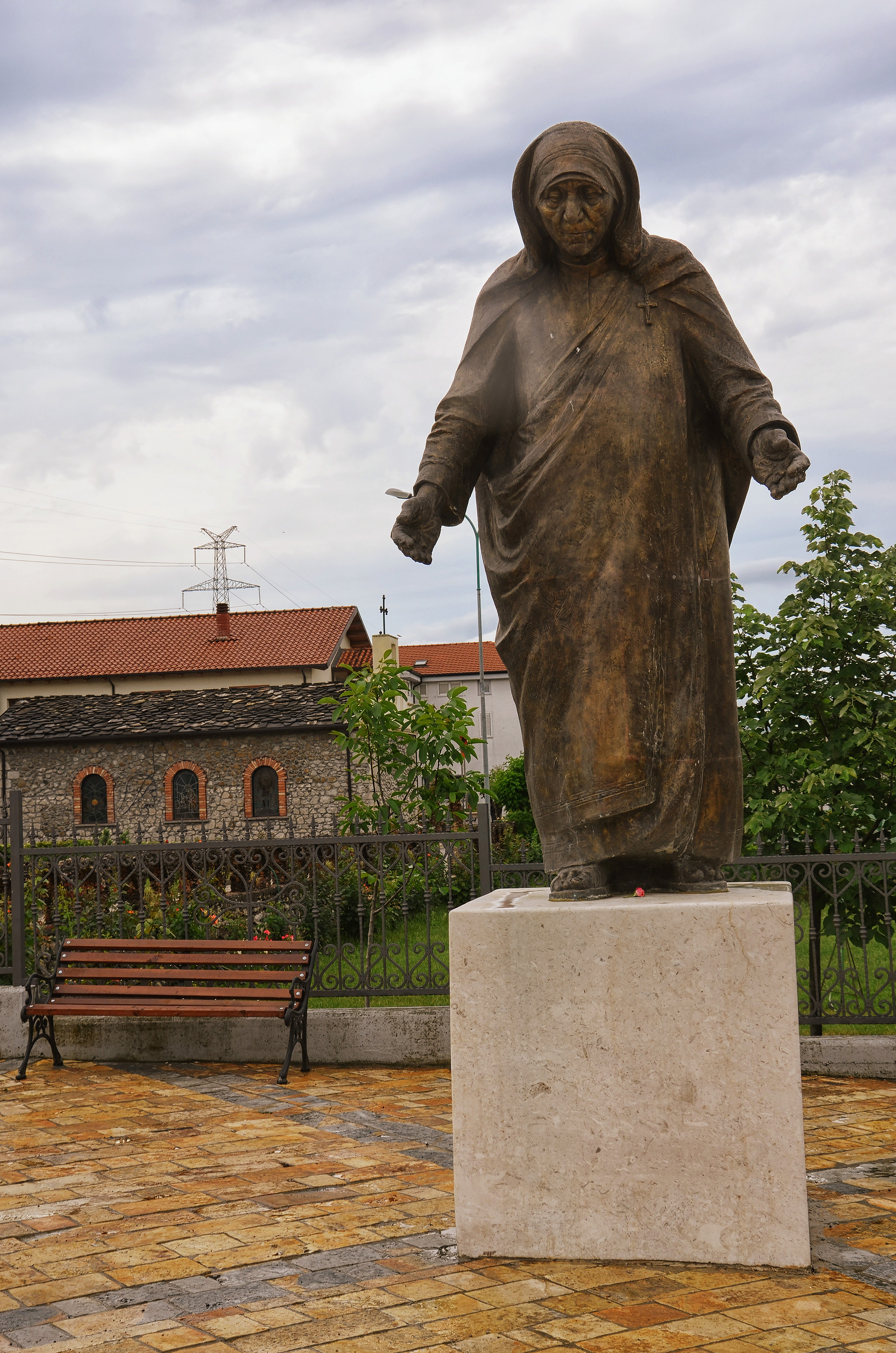
Памятник матери Терезе